# كأس الكؤوس الإفريقية 1982
كأس أفريقيا للأندية أبطال الكؤوس 1982 هو الموسم الثامن من البطولة، وقد فاز فريق المقاولون العرب بالبطولة هذا الموسم بعدما تغلب في النهائي على فريق باور ديناموز في مباراتي الذهاب والإياب.

## الدور التمهيدي
| الفريق الأول | إجم. | الفريق الثاني | مباراة الذهاب | مباراة الإياب |
| ------------ | ---- | ------------- | ------------- | ------------- |
| زوندروغما    | 3–4  | الحرس         | 3–0           | 0–4           |

## الدور الأول
| الفريق الأول         | إجم.          | الفريق الثاني   | مباراة الذهاب | مباراة الإياب |
| -------------------- | ------------- | --------------- | ------------- | ------------- |
| بيندل إنشورانس       | 3–0           | اجازا           | 2–0           | 1–0           |
| برازافيل             | 1–2           | اتحاد العاصمة   | 1–0           | 0–2           |
| كوفي يونايتد         | 0–2           | باور ديناموز    | 0–0           | 0–2           |
| ديسبورتيفو مابوتو    | ——[1]         | وكالة الطباعة   | ——            | ——            |
| أتليتكو أفياسو       | 0–0 (4–5 (ر)) | فيتا كلوب       | 0–0           | 0–0           |
| ديبورتيفو نغويما     | 1–8           | يونيون دوالا    | 0–2           | 1–6           |
| ليبرفيل              | 3–3           | غبيسيا          | 1–1           | 2–2           |
| الحرس                | 0–3           | دينامو دوالا    | 0–1           | 0–2           |
| غور                  | ——[2]         | دينامو فيما     | 2–3           | ——            |
| حي العرب             | 2–4           | المقاولون العرب | 1–1           | 1–3           |
| كامبوي إيغلز         | 0–10          | أفريكا سبورتس   | 0–4           | 0–6           |
| ماسيرو روفرز         | 0–2           | كابس يونايتد    | 0–1           | 0–1           |
| مايتي بارول          | 0–1           | اتحاد الشرطة    | 0–0           | 0–1           |
| موكورا فيكتوري       | 0–8           | بان أفريكان     | 0–4           | 0–4           |
| ريكنز دي لا أتلانتيك | 0–1           | دجوليبا         | 0–0           | 0–1           |
| واليدان              | 2–4           | هارتس أوف أوك   | 1–0           | 1–4           |

- ^ انسحب فريق وكالة الطباعة قبل مباراة الذهاب.
- ^ انسحب فريق غور بعد مباراة الذهاب..

## الدور الثاني
| الفريق الأول    | إجم.          | الفريق الثاني     | مباراة الذهاب | مباراة الإياب |
| --------------- | ------------- | ----------------- | ------------- | ------------- |
| المقاولون العرب | 5–2           | ديسبورتيفو مابوتو | 3–2           | 2–0           |
| بيندل إنشورانس  | 3–3 (ق.أ)     | اتحاد العاصمة     | 3–1           | 0–2           |
| كابس يونايتد    | 4–3           | دينامو فيما       | 1–1           | 3–2           |
| دينامو دوالا    | 1–3           | أفريكا سبورتس     | 1–2           | 0–1           |
| بان أفريكان     | 1–1 (3–5 (ر)) | باور ديناموز      | 1–0           | 0–1           |
| اتحاد الشرطة    | 1–1 (3–4 (ر)) | هارتس أوف أوك     | 1–0           | 0–1           |
| يونيون دوالا    | 0–4           | دجوليبا           | 0–1           | 0–3           |
| فيتا كلوب       | 4–0           | ليبرفيل           | 4–0           | 0–0           |

## ربع النهائي
| الفريق الأول  | إجم. | الفريق الثاني   | مباراة الذهاب | مباراة الإياب |
| ------------- | ---- | --------------- | ------------- | ------------- |
| أفريكا سبورتس | 2–3  | المقاولون العرب | 2–0           | 0–3           |
| كابس يونايتد  | 1–5  | باور ديناموز    | 1–2           | 0–3           |
| اتحاد العاصمة | 2–3  | هارتس أوف أوك   | 2–1           | 0–2           |
| فيتا كلوب     | 0–1  | دجوليبا         | 0–0           | 0–1           |

## نصف النهائي
| الفريق الأول    | إجم. | الفريق الثاني | مباراة الذهاب | مباراة الإياب |
| --------------- | ---- | ------------- | ------------- | ------------- |
| المقاولون العرب | 3–2  | هارتس أوف أوك | 1–1           | 2–1           |
| باور ديناموز    | 2–1  | دجوليبا       | 2–1           | 0–0           |

## النهائي
| الفريق الأول | إجم. | الفريق الثاني   | مباراة الذهاب | مباراة الإياب |
| ------------ | ---- | --------------- | ------------- | ------------- |
| باور ديناموز | 0–4  | المقاولون العرب | 0–2           | 0–2           |

## البطل
| كأس أفريقيا للأندية أبطال الكؤوس |
| -------------------------------- |
| المقاولون العرب أول لقب          |